# Acetosa sagittata
Acetosa sagittata és una planta nativa del Sud d'Àfrica, la qual s'ha convertit en una mala herba en Austràlia i Nova Zelanda.

## Taxonomia
Inicialment descrit com Rumex sagittatus pel botànic suec Carl Peter Thunberg, posteriorment es col·loca dins del gènere Acetosapels botànics australians Lawrie Johnson i Barbara Briggs. El seu nom prové del llatí sagitta, català sageta, això esdevé de la seua morfologia, «forma de sageta».

## Descripció
Planta herbàcia enfiladissa de tiges blanes. Posseeixen fulles amb forma de sageta d'uns de 3 a 6 centímetres de longitud i 2 a 4 centímetres d'ample. A vegades les fenedures de la tija verda poden tenyir-se de color roig. Les petites flors rosades creixen en panícules de fins a 15 centímetres de llarg. Aquestes són seguides per una beina de 3 cares verdoses i de 0,8 a 1 centímetres de diàmetre. La planta creix a partir d'un tubercle, que pot ser de fins a 10 centímetres de llarg. El conjunt de les flors i les llavors de la planta nascudes a l'estiu, poden morir i rebrotar de nou gràcies als tubercles, això passa en les zones més fredes.
Es propaga per llavors o per rebrot dels tubercles. Les llavors suren a l'aigua i, per tant, poden ser transportades lluny de la planta mare. Els tubercles poden ser soltats pels tractors i cada fragment podrà rebrotar; també poden ser difícils de trobar si s'ha fet una l'eliminació de les males herbes a mà.